# Białoruska Republika Ludowa

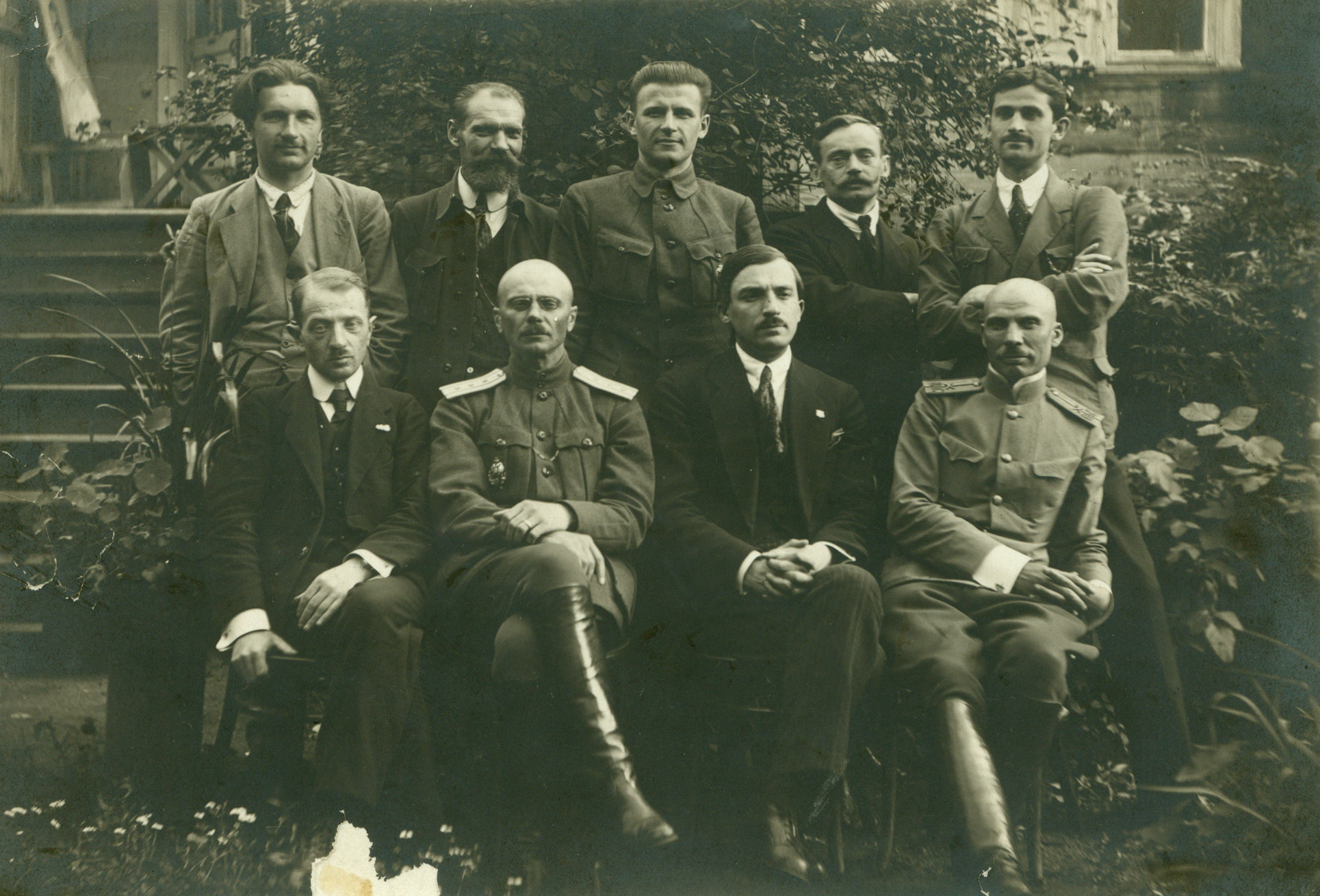
Członkowie Ludowego Sekretariatu Białorusi pod przewodnictwem Jazepa Waronki.
Siedzą od lewej: Alaksandr Burbis, Iwan Sierada, Jazep Waronka, Wasil Zacharka. Stoją od lewej: Arkadź Smolicz, Piotr Kreczeuski, Kanstancin Jezawitau, Antoni Owsianik, Leanard Zajac.

Białoruska Republika Ludowa (biał. Беларуская Народная Рэспубліка, Biełaruskaja Narodnaja Respublika) – byt polityczny, którego powstanie ogłosił Komitet Wykonawczy Rady I Zjazdu Wszechbiałoruskiego w dniu 9 marca 1918 roku w Mińsku, w warunkach tymczasowej okupacji centralnej części ziem białoruskich przez wojska niemieckie. Tworzące się zalążki Białoruskiej Republiki Ludowej nie zdołały rozwinąć się w niepodległe i uznane państwo, w związku z tym niektórzy krytycy nazywali BRL „papierową republiką”.

## Ramy czasowe

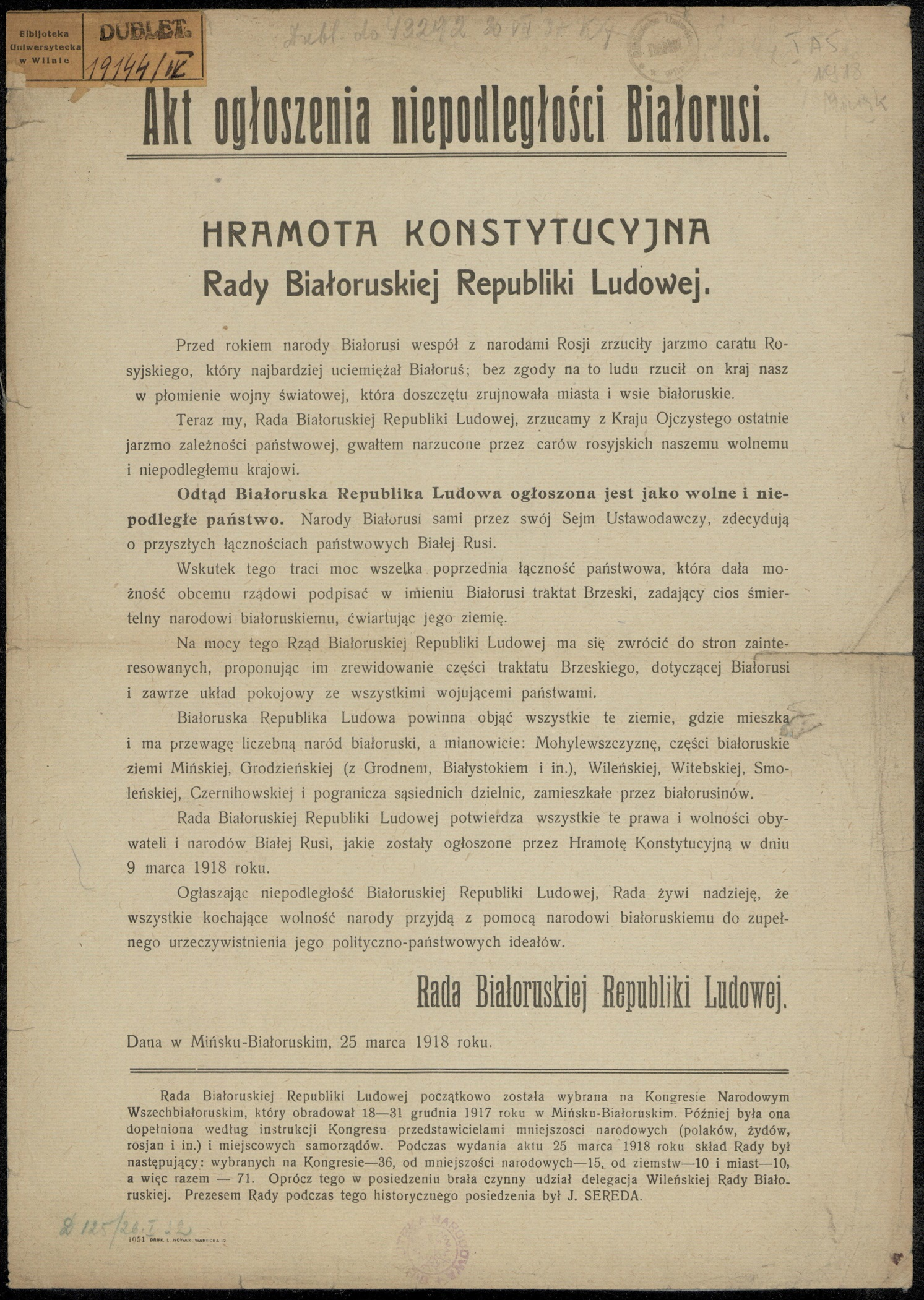
Hramota Konstytucyjna Rady Białoruskiej Republiki Ludowej z 25 Marca 1918 roku.

Powstanie Białoruskiej Republiki Ludowej zostało ogłoszone 9 marca 1918 roku, zaś jej niepodległość – 25 marca tegoż
roku.
Na podstawie traktatu pokojowego, zawartego 18 marca 1921 roku w Rydze, Polska i Rosja Radziecka dokonały podziału ziem, do których Białoruska Republika Ludowa rościła sobie pretensje, i ustaliły wspólną granicę, zaś Rzeczpospolita Polska uznała niepodległość Białoruskiej Socjalistycznej Republiki Radzieckiej położonej na wschód od tej granicy. Dnia 15 marca 1923 roku Rada Ambasadorów uznała granice Polski ze Związkiem Sowieckim i Litwą, a w związku ze zmniejszeniem się ryzyka wybuchu wojny z Polską, rząd litewski przestał wspierać przebywający w Kownie rząd BRL.

## Uznanie międzynarodowe
Białoruska Republika Ludowa nie reprezentowała państwowości białoruskiej w sensie prawa międzynarodowego, ani de iure, ani de facto, wobec braku powszechnego uznania prawno-międzynarodowego. Żadne z państw nie uznało BRL i jej rządu de iure. Jedynym państwem, które faktycznie uznało BRL, była Finlandia (w grudniu 1919 roku). Jako dorozumiane uznanie BRL można traktować zezwolenie rządów Litwy, Łotwy i Ukrainy na utworzenie na ich terenie przedstawicielstw dyplomatycznych i konsularnych BRL, przy jednoczesnym znacznym zaangażowaniu tych państw w sprawy BRL. Niemniej jednak, kiedy w sierpniu 1920 roku misja BRL w Rydze bezskutecznie usiłowała uzyskać zgodę na udział BRL w konferencji państw bałtyckich w Bulduri, sprzeciw zgłosili m.in. przedstawiciele Finlandii i Litwy.
W 1918 roku kluczowe znaczenie dla utworzenia państwa białoruskiego miało stanowisko Niemiec, które w okresie od lutego do listopada tegoż roku kontrolowały większość ziem białoruskich. W odpowiedzi na przekazaną przez Ludowy Sekretariat Białorusi informację o powstaniu Białoruskiej Republiki Ludowej, kanclerz Niemiec Georg von Hertling oświadczył, że Niemcy odnoszą się do okupowanych ziem białoruskich, jak do części Rosji i zgodnie z postanowieniami traktatu pokojowego z Rosją, bez zgody rządu tego państwa, nie mogą uznać nowo powstającego państwa białoruskiego. Natomiast w celu łatwiejszego prowadzenia tymczasowej okupacji niemieckie władze wojskowe ostatecznie zezwoliły na działalność Ludowego Sekretariatu Białorusi, traktując go jako przedstawicielstwo narodowe.

## Kwestia terytorium i granic
W związku z brakiem powszechnego uznania międzynarodowego oraz brakiem efektywnego kontrolowania terytorium, Białoruska Republika Ludowa nie posiadała ustalonych granic. Przedstawiciele BRL prowadzili od kwietnia 1918 roku niesfinalizowane rokowania z Ukrainą, w sprawie wyznaczenia granicy na Polesiu. Przygotowywane zaś w 1920 roku rokowania dotyczące wyznaczenia granicy z Łotwą, nie doszły do skutku. Natomiast w umowie z rządem litewskim, zawartej 11 listopada 1920 roku, rząd BRL zobowiązał się poprzeć Litwę w spodziewanym plebiscycie na Litwie Środkowej, odkładając jednocześnie na bliżej nieokreśloną przyszłość uregulowanie granicy litewsko-białoruskiej. Zawarcie powyższej umowy nastąpiło w sytuacji, gdy między Litwą a Rosją Sowiecką obowiązywał traktat pokojowy z 12 lipca 1920 roku, w którym ustalono wspólną granicę, obejmującą po stronie litewskiej ziemię wileńską.
W punkcie pierwszym drugiej hramoty ustawodawczej z dnia 9 marca 1918 roku Komitet Wykonawczy Rady I Zjazdu Wszechbiałoruskiego ogłosił powstanie Białoruskiej Republiki Ludowej w granicach obszaru, na którym większość stanowili Białorusini. Na podstawie powyższego kryterium, w hramocie ustawodawczej z dnia 25 marca 1918 roku, Rada Białoruskiej Republiki Ludowej zgłosiła roszczenia do Mohylewszczyzny oraz białoruskich części Mińszczyzny, Witebszczyzny, Grodzieńszczyzny, Wileńszczyzny, Smoleńszczyzny oraz Czernihowszczyzny, a także – do bliżej nieokreślonych, przyległych części sąsiednich guberni, zamieszkanych przez Białorusinów. W akcie tym Rada BRL zakwestionowała również ustaloną w traktacie brzeskim granicę Rosji, dzielącą ziemie białoruskie.

## Geneza i początkowa działalność
W październiku 1917 roku, w obliczu rosnących wpływów bolszewików, demokratyczne białoruskie partie polityczne powołały będącą ich reprezentacją Wielką Radę Białoruską. Ta zwołała 7 grudnia w Mińsku Pierwszy Kongres Wszechbiałoruski.
Niepodległość Białoruskiej Republiki Ludowej została proklamowana 25 marca 1918 roku w Mińsku po tym, gdy znaczna część Białorusi (w tym Mińsk) znalazła się pod okupacją Niemiec w wyniku rokowań w Brześciu. BRL rościła sobie prawo do terytorium byłych rosyjskich guberni: mińskiej, mohylewskiej, grodzieńskiej z Białymstokiem, witebskiej, smoleńskiej oraz zamieszkałe w większości przez Białorusinów części wileńskiej i czernihowskiej.
Rząd BRL działał w warunkach okupacji niemieckiej. Nie został uznany przez Rosję, ani przez Niemcy, niemniej ubiegał się o uznanie i poparcie międzynarodowe. W czerwcu 1918 roku delegacja BRL na czele z Romanem Skirmuntem uzyskała uznanie państwa przez Ukraińską Republikę Ludową. W rezultacie w Kijowie utworzono konsulat generalny oraz konsulat w Odessie. Następny konsulat BRL utworzono na Litwie. W Moskwie obowiązki konsula pełnił Alaksandr Burbis. Starania o utworzenie placówki dyplomatycznej w Moskwie, podjęte latem 1918 roku, nie powiodły się: delegacja BRL nie uzyskała audiencji u Gieorgija Cziczerina – komisarza ludowego spraw zagranicznych RSFRS. Skierowano misje dyplomatyczne do Warszawy, Berlina, Berna i Kopenhagi.
Niemcy przekazali część funkcji rządowi BRL (handel, edukację, przemysł, opiekę społeczną i kulturę), jednak nie pozwalali na utworzenie białoruskich jednostek militarnych, hamując w ten sposób rozwój państwowości młodej republiki.
Po upadku Cesarstwa Niemieckiego wojska niemieckie pod koniec listopada 1918 roku rozpoczęły ewakuację z ziem białoruskich. 10 grudnia 1918 roku Mińsk został zajęty przez bolszewików. Wobec dalszych postępów ofensywy bolszewickiej, większość działaczy białoruskich w grudniu 1918 r. przeniosła się do Grodna, zajętego nadal przez wojska niemieckie. W lutym 1919 roku w Grodnie władzom białoruskim udało się stworzyć 1 Białoruski Pułk Piechoty liczący około 800 żołnierzy i specjalny batalion komendy grodzieńskiej liczący 350 żołnierzy. Na początku 1919 r. Grodno ze swoim białoruskim ministerstwem, wojskiem i rządem BRL stało się samotną białoruską wyspą, chronioną przez obecność wojsk niemieckich. Czas pobytu Niemców na ziemiach białoruskich zbliżał się jednak do końca. Niemcy z najwyższym trudem utrzymywali w swoich rękach stale zwężający się korytarz wzdłuż linii kolejowej Kowel–Brześć–Białystok–Grajewo, którą ewakuowali swoje wojska z Ukrainy. Od wschodu korytarz ten zacieśniały wojska sowieckie, od zachodu – oddziały Wojska Polskiego. W marcu rozpoczęto stopniowe przenoszenie do Kowna poszczególnych instytucji podległych Ministerstwu Spraw Białoruskich Republiki Litewskiej.

## Powstanie Białoruskiej Socjalistycznej Republiki Radzieckiej
1 stycznia 1919 roku na I Zjeździe Komunistycznej Partii Białorusi w Smoleńsku – na terenie kontrolowanym przez Armię Czerwoną – ogłoszono powstanie Białoruskiej Socjalistycznej Republiki Radzieckiej. Na początku stycznia 1919 przeniesiono do Mińska stolicę nowo powstałej BSRR.
27 lutego 1919 na części terytorium byłej BRL powołano Litewsko-Białoruską Republikę Rad.

## Oddziały zbrojne

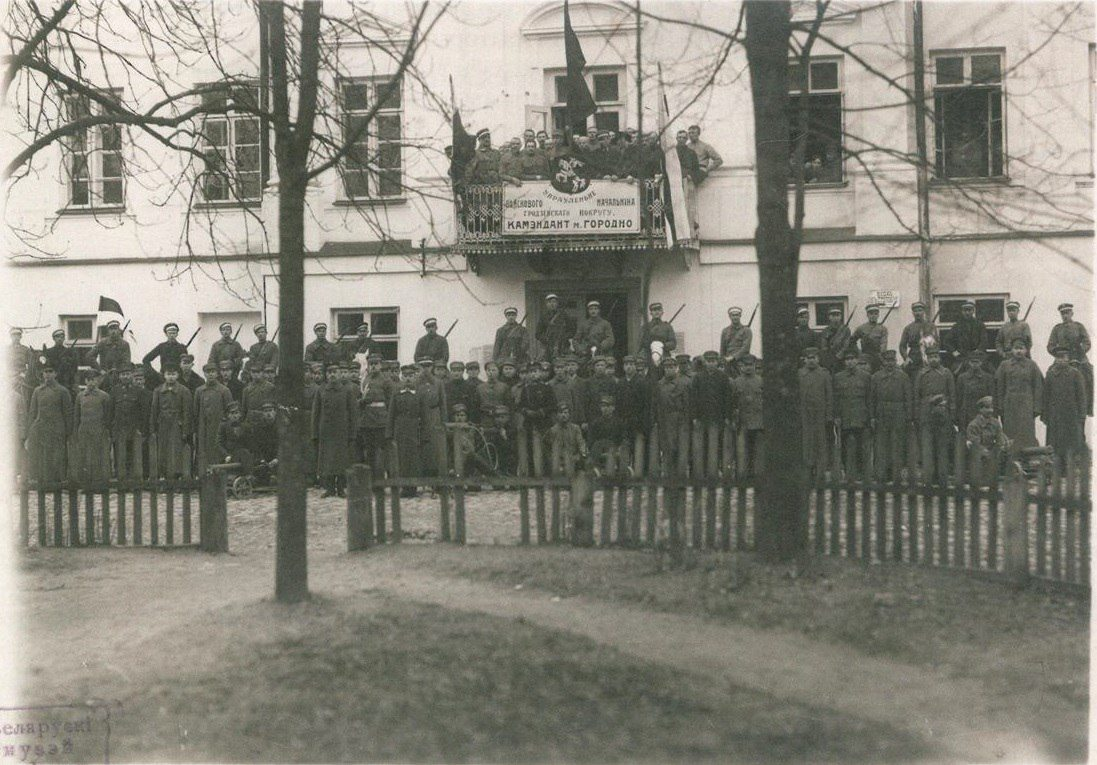
1 Pułk Białoruski w Grodnie, 1919

W dniu 1 lutego 1919 roku władze niemieckie wydały formalne zezwolenie na tworzenie w Grodnie pułku. W połowie lutego w białoruskich szeregach znajdowało się 80 oficerów i 63 żołnierzy. dzięki staraniom białoruskiego komendanta Grodna kpt. Mikołaja Demidowa uruchomiono punkty werbunkowe, dzięki czemu udało się utworzyć 1 Białoruski Pułk Piechoty i specjalny batalion komendy grodzieńskiej. 1 BPP, początkowo pod dowództwem płk. Ławrentiewa, następnie płk. Jezowitowa, liczył ok. 800 ludzi. Szefem sztabu był płk Szczerba-Rawicz, szefem wyszkolenia – płk Uspienski, intendentury – płk Juszkiewicz. 1 BPP dzielił się na cztery bataliony, których dowódcami byli: ppłk E. Hajdukiewicz, płk Włodzimierz Michajłowski, płk Kuźmin-Karawajew i płk Wołkow. Pod koniec lutego pułk białoruski składał się z czterech kompanii. Dodatkowo w Kownie utworzono 5 kompanię 1 BPP. Specjalny batalion komendy grodzieńskiej utworzony został z kadry oficerskiej rozformowanego sztabu 2 BPP. Liczył ok. 350 ludzi. Aprowizacja, umundurowanie i uzbrojenie wojska białoruskiego odbywały się drogą zakupów w porozumieniu z niemiecką komendą w Grodnie. Pieniądze pochodziły z dotacji rządu litewskiego. Pułk został rozwiązany 11 czerwca 1919 roku.

## Stosunki BRL z Polską
W marcu 1919 w trakcie wojny polsko-bolszewickiej formacje polskie zdobyły położone na zachodzie obecnego terytorium Białorusi Słonim i Pińsk, w kwietniu opanowano położone dalej na wschód Lidę, Nowogródek, Baranowicze i Wilno po czym Józef Piłsudski wydał 22 kwietnia 1919 odezwę do mieszkańców byłego Wielkiego Księstwa Litewskiego, deklarując samostanowienie wszystkich narodowości przedrozbiorowej Rzeczypospolitej Obojga Narodów. W maju lub w czerwcu lub w lipcu 1919 roku premier rządu BRL na uchodźstwie Anton Łuckiewicz spotkał się w Paryżu z polskim premierem Ignacym Paderewskim. Podczas obrad omawiano problem stosunków polsko-białoruskich oraz uzgodniono projekt umowy federacyjnej dwóch państw, które miały mieć wspólną politykę zagraniczną i wspólne dowództwo sił zbrojnych. 8 sierpnia wojska polskie zdobyły Mińsk, we wrześniu opanowały linię Lubań – Borysów – Połock – Dyneburg. Większa część ziem białoruskich znalazła się pod kontrolą polską. We wrześniu Łuckiewicz odbył kilka spotkań w Warszawie z Józefem Piłsudskim, w wyniku których Zarząd Cywilny Ziem Wschodnich nakazał rozwiązać Radę BRL a Łuckiewicz został internowany przez władze polskie. Ale potem jednak postanowiono zwołać w Mińsku posiedzenie Rady BRL w celu opracowania planu stworzenia sojuszu polsko-białoruskiego. W październiku Łuckiewicz ogłosił, że układy z Polską mogą przyczynić się do zachowania niezależności przez Białoruś oraz powiększenia terenów aż do Smoleńska. 12 listopada 1919 roku podczas zjazdu Rady BRL większość uczestników sprzeciwiła się planom Łuckiewicza. 13 grudnia 1919 roku Białoruska Partia Socjalistów-Rewolucjonistów i Białoruska Partia Socjalistów-Federalistów ogłosiły wotum nieufności wobec Łuckiewicza, który w rezultacie ustąpił ze stanowiska. Wraz ze swoimi zwolennikami opuścił zjazd i powołał Najwyższą Radę BRL na czele z Iwanem Sieradą. Uczestnicy zjazdu utworzyli Ludową Radę BRL na czele z Piotrem Kreczeuskim i nowy rząd na czele z Wacłauem Łastouskim. Po rozpoczęciu negocjacji polsko-radzieckich w Mińsku jesienią 1920 roku rząd Łastouskiego 11 listopada 1920 podpisał w Kownie z władzami Litwy tajną umowę o współpracy polityczno-ekonomicznej w kwestii stworzenia w porozumieniu z narodami wschodniej Polski (przede wszystkim z Ukraińcami) jednego antypolskiego frontu.

## Kontynuacja działalności na emigracji
Po podziale terytoriów, do których rościła pretensje Rada Białoruskiej Republiki Ludowej, przez Polskę i RFSRR, organ ten nie zaprzestał działalności, przenosząc się na terytorium Litwy. W maju 1920 r. w Kownie osiadł W. Łastowski, premier rządu BRL, utworzonego w Mińsku w grudniu 1919 roku, który zrekonstruował swój rząd. Od 1920 rząd emigracyjny rezydował w Pradze. Po II wojnie światowej rada przeniosła swoją siedzibę do Ameryki Północnej.